# Албин Јарић
Албин Јарић (рођен 1953), познатији под уметничким именом Џими Раста, је босанско-словеначки музичар, сликар и минералог.

## Каријера
Јарић је рођен 1953. године у Зеници. Бубњеве је почео да свира у првој години средње школе када је добио аудицију за школски бенд. Године 1976. у студентском насељу упознаје Јамајчанина Брајана и Африканца Кена, гитаристе и певаче са којима је основао реге бенд Night Duty.
У Зеници је завршио средњу школу и уписао студије металургије на Универзитету у Зеници. После годину дана наставио је студије у Љубљани на Природнотехничком факултету у Љубљани, одсек за минералогију. По доласку у Љубљану, Јарић се посвећује обнови једног подрума у студентском насељу Рожна Долина, под покровитељством студентске организације Форум. За неколико година овај подрум постаје чувени ноћни клуб Студентска дискотека (данас Клуб К-4 ). Јарић је тамо радио као диск џокеј свирајући рок, реге, даб музику.
Јарић је био запослен у Институту за металургију и рударство као млађи истраживач до распада Југославије 1991. године  Јарић је 1992. године основао бенд Planet People на Јамајци.
Године 2001. Јарић се придружио босанском гаражном рок бенду Забрањено пушење . Наступио је на њиховом седмом студијском албуму Бог вози Мерцедес (2001), као и на живом албуму; Live in St. Louis (2004). Као перкусиониста наступио је на 350 концерата Забрањеног пушења. Јарић је напустио бенд 2004. године када је направио паузу у музичкој каријери и посветио се сликарству. Као перкусиониста, радио је са разним бендовима, свирајући рок, панк, афробит, реге, џез, па све до канадског кантрија и балканског грува.